# Georg Bramowski
Georg Bramowski ist ein deutscher Boxtrainer.

## Werdegang
Bramowski, dessen Vater deutschstämmiger Pole war und im Bergbau arbeitete, kam 1969 aus Schlesien nach Leipzig in die Deutsche Demokratische Republik. Bei der SG Dynamo Leipzig begann er mit dem Boxsport, gehörte zur DDR-Spitze und nahm an internationalen Vergleichskämpfen teil. Wegen der Auswirkungen eines im Jahre 1979 erlittenen Verkehrsunfalls beendete Bramowski seine Laufbahn. 1981 lernte er Ulli Wegner kennen, die beiden Männer freundeten sich an, Bramowski wurde beim Berliner TSC Assistenztrainer unter Wegner. 1990 wurde an der Deutschen Hochschule für Körperkultur Bramowskis Diplomarbeit mit Titel Zur speziell-konditionellen Ausbildung und deren Einflußnahme auf eine Verbesserung boxspezifischer Schlagparameter bei Boxsportlern der AK 15 des TSC Berlin im Trainingsjahr 1987/88: (ein Beitrag zur Qualifizierung der speziell-konditionellen Ausbildung im Aufbautraining der Sportart Boxen) angenommen.
1996 holte Wegner nach seinem Wechsel zum Profiboxstall Sauerland Bramowski in seinen Trainerstab. Bramowski ließ sich mit seiner Ehefrau und den beiden Töchtern in Erkner nieder. Er war als Trainer bei Sauerland unter anderem in die Betreuung von Yoan Pablo Hernandez, Jack Culcay und Arthur Abraham eingebunden. Ende November 2019 endete Bramowskis Arbeit bei Sauerland, er wechselte als Trainer zum Boxstall PGP nach Liechtenstein. Im Juli 2020 zog sich der Boxstall aus wirtschaftlichen Gründen aus dem Geschäft zurück. Im September 2021 wurde Bramowski Trainer beim Boxstall SES in Magdeburg, er wurde Trainer von Dominic Bösel.